# All You Need Is Kill
«All You Need Is Kill» (яп. オール・ユー・ニード・イズ・キル, неоф. укр. «Все, що тобі потрібно — це вбивати») — ранобе Хіросі Сакурадзаки 2004 року. 2014 року адаптоване як манґа.

## Сюжет
Історія ведеться від імені Кейдзі Кірія — новобранця «Об'єднаних сил оборони», організації що була сформована для боротьби с загадковими «Міміками» — схожими на жаб прибульцями (в манзі нагадують морських їжаків), що атакували людство та захопили більшу частину території Землі. «Міміки» насправді є машинами, які окуповують планети та підготовують їх для прибуття своїх хазяїв.
Роман починається тим, що Сили Оборони готують солдатів для атаки на прибульців. Наступного дня Кейдзі, під час вирішального наступу, вбиває незвичного міміка, але при цьому гине сам. Однак після смерті він знов прокидається попереднього дня в казармі, та наступного дня знову гине на полі бою, таким чином опиняючись у «часовій петлі». Кейдзі робить висновок, що єдиний шлях вирватись з петлі — пережити наступний день, а для цього йому необхідно лише майстерніше вбивати прибульців.
Переживши декілька десятків циклів, Кейдзі розуміє, що його доля схожа на долю Ріти Вратаскі — войовниці, котра віддає перевагу не вогнепальній зброї, а бойовій сокирі. Кейдзі використовує свої знання про майбутнє, щоб наблизитися до неї та її механіка, від якого отримує копію її сокири.
Ріта розуміє, що Кейдзі не просто майстерний воїн, і розповідає йому про систему, яку використовують «Міміки»: після смерті вони посилають сигнал самим собі в минуле, дозволяючи скоригувати свої дії. У кожній тактичній групі «Міміків» є кілька прибульців-передатчиків і один нексус, який відправляє сигнал у часі. В результаті контакту з такою істотою Кейдзі потрапив у часову петлю, і так само раніше сталося з Рітою. Щоб вирватися з петлі, як це зробила Ріта, Кейдзі повинен спочатку вбити всі антени, а потім нексус. Але «Міміки» постійно пристосовуються до атак Кейдзі, знову і знову перезапускаючи день, кількість циклів досягає вже 160.
Потім Ріта нападає на Кейдзі, пояснюючи це тим, що обоє стали антенами. Тому хтось із них мусить померти аби вирватися з часової петлі. Кейдзі смертельно ранить Ріту. Вона освідчується йому в коханні та дає настанову швидко виграти війну й не дати комусь зазнати їхньої долі. Кейдзі продовжує вбивати «Міміків» і знищує нексус. День перестає повторюватися, а Кейдзі виходить з часової петлі надзвичайно досвідченим солдатом. За кілька тижнів його вітають як нового героя Об'єднаних сил оборони, поки він мовчки розмірковує про те, що сталося, і про жертви, необхідні для перемоги у війні. Він фарбує свій екзоскелет синім кольором на пам'ять про Ріту.

## Персонажі
- Кейдзі Кірія (яп. キリヤ・ケイジ, Kiriya Keiji) — рекрут Об'єднаних сил оборони. Спочатку був трохи боягузливим, нерішучим, не мав власної мотивації та цілі у житті. Після того, як він потрапив до часової петлі, з кожним витком стає все більш і більш рішучим. Щоразу прокидаючись одного й того ж самого дня, здобуває дедалі більше досвіду, перетворюючись на ідеального воїна[3].
- Ріта Вратаскі (яп. リタ・ヴラタスキ, Rita Vuratasuki) — солдат спеціальних сил США. Після численних перемог на полі бою, стає легендою серед солдатів Об'єднаних сил оборони. Рішуча, прямолінійна, має екзоскелет червоного кольору та носить із собою сокиру, зроблену зі шматка загартованої сталі[4].
- Шаста Райлі (яп. シャスタ・レイル, Shasuta Reiru) — особистий механік Ріти, що займається обслуговуванням її екзоскелету та виготовила її особисту сокиру.[5]
- Бартоломео Фіррелі (яп. バルトロメ・フェレウ, Barutorome Fereu) — сержант підрозділу Кейзі. Чоловік атлетичної комплекції, що має Бразильсько-Японське походження, та піклується про своїх підлеглих.[6]

## Медіа

### Ранобе
Ранобе, написано Хіросі Сакуразакою та ілюстровано Йосітосі Абе, було опубліковано видавництвом Shueisha під імпринтом Super Dash Bunko 19 грудня 2004. Доповнену версію було опубліковано 19 червня 2014 (ISBN 978-4-08-703319-9). «Haikasoru» видавалося в перекладі англійською мовою під назвою «All You Need Is Kill». Сакуразака надихався онлайновими відеоіграми та вирішив, що персонаж його твору повинен почуватися як у грі, коли він щоразу помирає, але його змушують проходити один і той самий рівень, доки герой не зможе його подолати. В ході написання ранобе автор звертався до інших творів з «часовою петлею», таких як, наприклад, фільм «День Бабака».

### Манґа
Манґа-адаптація художника Такесі Обата і автора Рєсуке Такеуті виходила в журналі Weekly Young Jump з 9 січня по 29 березня 2014. Всього було створено 17 розділів, які були зібрані в два томи і вийшли у видавництві Shueisha 19 червня 2014. Манґа відома по всьому світі та була видана у багатьох країнах. В США Viz Media, на Тайвані Ching Win Publishing Co., Ltd., у Франції Kaze, В Іспанії Norma Editorial, у Німеччині Tokyopop Germany, у Польщі Japonica Polonica Fantastica та у Бразилії JBC.
| № | Дата виходу    | ISBN                   |
| - | -------------- | ---------------------- |
| 1 | 19 червня 2014 | ISBN 978-4-08-880125-4 |
| 2 | 19 червня 2014 | ISBN 978-4-08-880126-1 |

### Графічний роман
Американська адаптація ранобе у форматі графічного роману авторства Ніка Маматасу та ілюстратора Лі Фергюсона випустила Viz Media 5 травня 2014.

### Фільм
«На межі майбутнього» (англ. Edge of Tomorrow) — американський військово науково-фантастичний фільм режисера Дуга Лаймана, за мотивами ранобе. У головних ролях Том Круз та Емілі Блант. Світова прем'єра відбулася 28 травня 2014 в Лондоні. При бюджеті в $178 мільйонів фільм зумів зібрати у світі понад $369 мільйонів.
Сюжет фільму повторює мотиви оригінального роману, але все-таки має великі відмінності, наприклад, місце подій перенесено із Японії в Нормандію. При цьому імена головних героїв залишилися незмінні, лише Кейдзі змінили на американське Кейдж. Якщо в ранобе прибульці нагадують жаб, а в манзі морських їжаків, то в фільмі вони більше схожі на молюсків. Кінцівка фільму теж відрізняється від оригіналу — «На межі майбутнього» завершується цілковитою перемогою над прибульцями.

### Аніме-фільм
13 березня 2025 була анонсована нова адаптація — у вигляді аніме-фільму. Над створенням фільму будуть працювати компанії Warner Bros. Japan та Studio 4°C. Режисером виступитьб Акімото Кенітіро. Нова адаптація розповість історію з іншого боку, беручи за основу оригільне ранобе та американський ігровий фільм.

## Сприйняття
All You Need Is Kill було номіновано в категорії «Best Japanese Long Work» на 36-й церемонії нагородження Сейун у 2005.
Манґа була номінована в категорії «Best U.S. Edition of International Material—Asia» премії Айснера у 2015.